# Camp Claiborne
Camp Claiborne era un accampamento del esercito degli Stati Uniti situato, durante la seconda guerra mondiale, nella parrocchia di Rapides nella Louisiana centrale. Il campo era sotto la giurisdizione dell'8º Service Command, e ricopriva 23.000 acri, circa 93 km².
Vi hanno fatto l'addestramento genieri del Military railway Service americano, costruendo la Claiborne & Polk.